# Шантоне (Вандеја)
Шантоне (фр. Chantonnay) насеље је и општина у западној Француској у региону Лоара, у департману Вандеја која припада префектури Ла Рош сир Јон.
По подацима из 2011. године у општини је живело 8255 становника, а густина насељености је износила 99,57 становника/km². Општина се простире на површини од 82,91 km². Налази се на средњој надморској висини од 66 метара (максималној 112 m, а минималној 18 m).

## Демографија
| 1962. | 1968. | 1975. | 1982. | 1990. | 1999. | 2011. |
| ----- | ----- | ----- | ----- | ----- | ----- | ----- |
| 6.008 | 6.172 | 6.991 | 7.235 | 7.458 | 7.541 | 8.255 |

График промене броја становника у току последњих година